# 백트레인

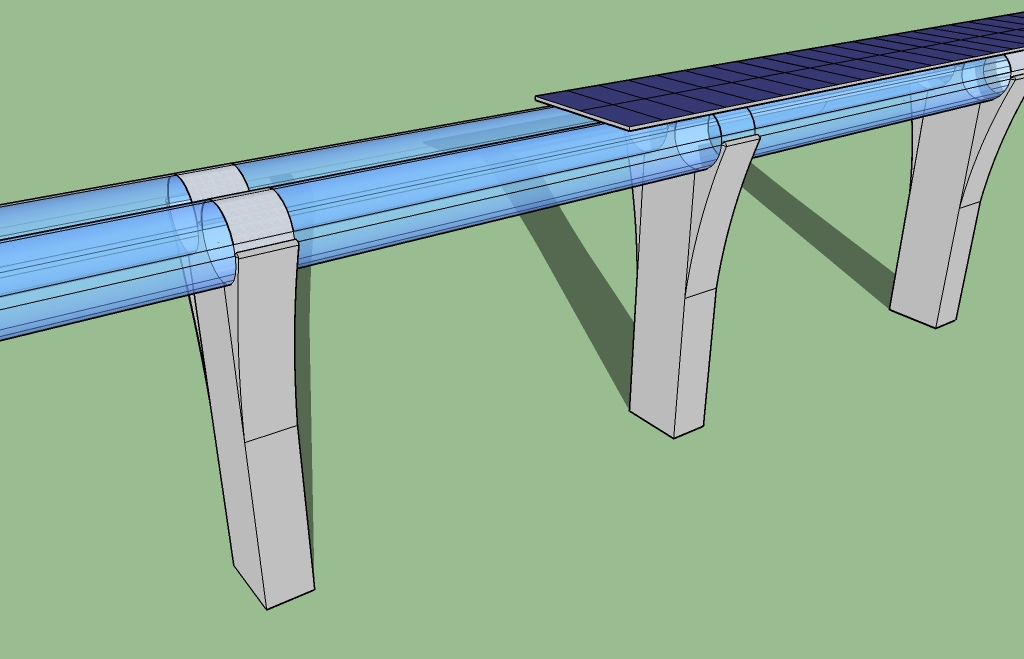

백트레인(Vactrain)은 진공 튜브 열차를 말한다. 대표적으로 미래 고속열차인 하이퍼루프가 있다.
백트레인은 초고속 철도 운송을 위해 제안된 설계이다. 부분적으로 진공관이나 터널을 이용하는 자기부상(자기부상)선이다. 공기 저항이 감소하면 진공 열차가 상대적으로 적은 전력으로 최대 6,400–8,000km/h(4,000–5,000mph)의 매우 높은(초음속) 속도로 이동할 수 있다. 이것은 해수면에서 지구 대기의 음속의 5~6배이다.